# Astaena robusta
Astaena robusta är en skalbaggsart som beskrevs av Hermann Burmeister 1855. Astaena robusta ingår i släktet Astaena och familjen Melolonthidae. Inga underarter finns listade.